# Colin Egglesfield

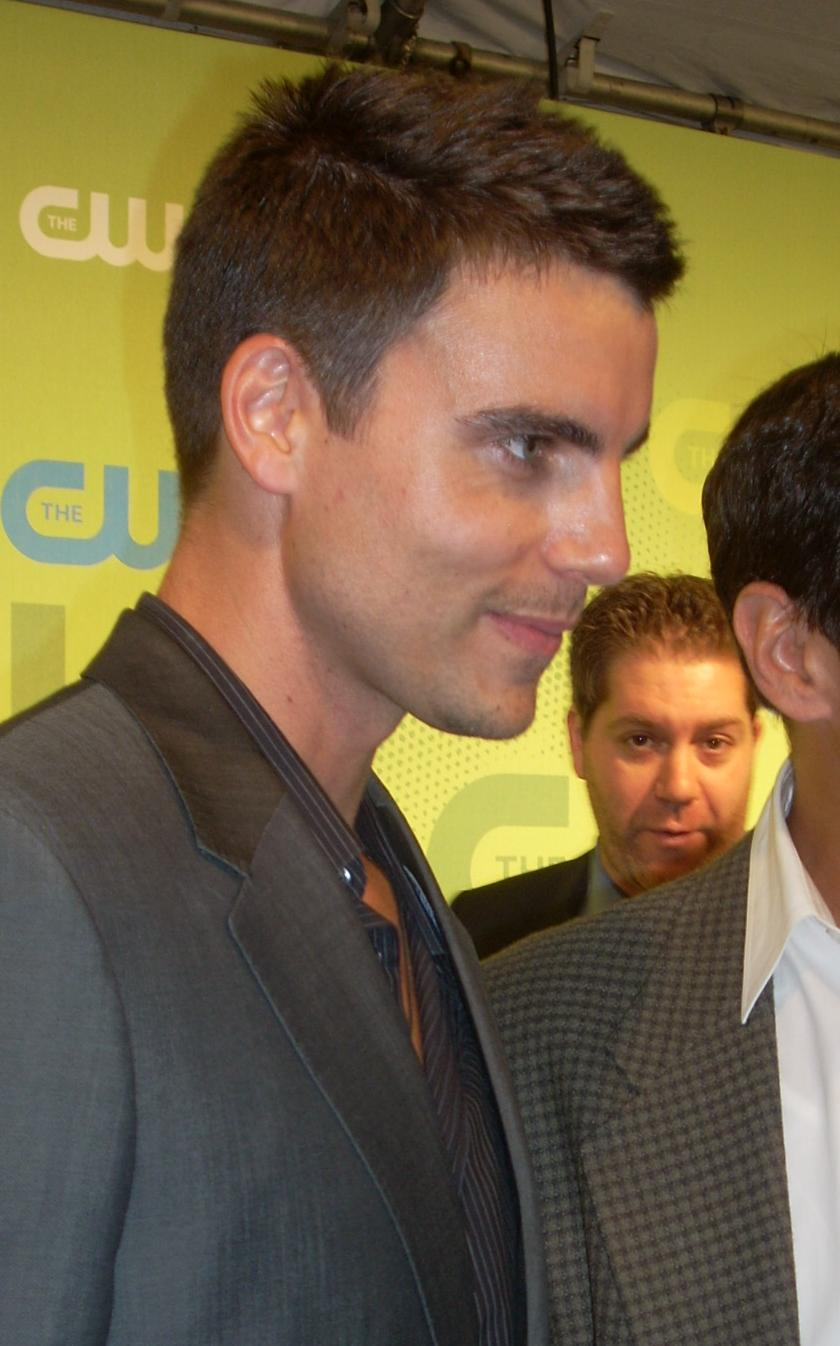
Colin Egglesfield im Mai 2009

Colin Egglesfield (* 9. Februar 1973 in Farmington Hills, Michigan) ist ein US-amerikanischer Schauspieler. Er ist bekannt für seine Rolle des Dr. Josh Madden in All My Children sowie für die Rolle des Auggie Kirkpatrick in Melrose Place.

## Leben
Colin Egglesfield wurde in Farmington Hills im US-Bundesstaat Michigan als zweites Kind von Kathleen und William Egglesfield geboren. Er hat eine ältere Schwester namens Kerry und einen jüngeren Bruder namens Sean. Seine Kindheit verbrachte er im Großraum Detroit, bevor er im Alter von zehn Jahren mit seiner Familie nach Crete, einer kleinen Stadt südlich von Chicago, zog.
Sein Traum war es, in die Fußstapfen seines Vaters, der als Arzt arbeitet, zu treten. Zeitgleich entwickelte er ein Interesse für die Schauspielerei. Nach dem Highschool-Abschluss an der Marian Catholic High School in Chicago Heights begann er sein Studium der Medizin an der University of Iowa. Während dieser Zeit machte er eine Rucksack-Tour durch Europa und begann als Model zu arbeiten. Auf Drängen seiner Freunde nahm er an einem Model-Wettbewerb teil und gewann ihn, daraufhin brach er sein Studium ab und begann eine Karriere als Fotomodel. Er arbeitete für Versace, Calvin Klein und Armani.
Seine Karriere als Schauspieler begann mit Gastauftritten in bekannten Fernsehserien wie Law & Order: Special Victims Unit, The $treet – Wer bietet mehr?, Gilmore Girls, Charmed – Zauberhafte Hexen und Nip/Tuck – Schönheit hat ihren Preis. Er hatte außerdem einen Sieben-Sekunden-Auftritt in Frau mit Hund sucht … Mann mit Herz. Des Weiteren hatte er eine kleine Rolle in S.W.A.T. – Die Spezialeinheit.
Vom 25. September 2005 bis zum 9. September 2008 spielte er in der Seifenoper All My Children die Rolle des Joshua „Josh“ Madden. Am 9. Januar 2009 kehrte er kurzzeitig zur Serie zurück und starb am 14. Januar 2009 den Serientod. Danach erhielt Egglesfield eine der Hauptrollen in der The-CW-Serie Melrose Place. Seine Rolle des Auggie Kirkpatrick wurde jedoch schon nach 13 Folgen, zusammen mit der von Ashlee Simpson verkörperten Figur, aus der Serie geschrieben.
2011 spielte er neben Kate Hudson und Ginnifer Goodwin in dem Film Fremd Fischen die Rolle des Dex Thaler. Der Film basiert auf dem gleichnamigen Bestsellerroman von Emily Giffin. Im gleichen Jahr wirkte er auch in der Romanverfilmung von Nora Roberts, Carnal Innocence, mit. Im Dezember 2011 erhielt er die Hauptrolle als Evan Parks in der Lifetime-Fernsehserie The Client List, in der er zwischen 2012 und 2013 in 25 Folgen zu sehen war.

## Filmografie (Auswahl)

### Filme
- 2002: Lost in Oz
- 2003: S.W.A.T. – Die Spezialeinheit (S.W.A.T)
- 2004: 12 Days of Terror (Fernsehfilm)
- 2005: Vampires: The Turning
- 2005: Frau mit Hund sucht … Mann mit Herz (Must Love Dogs)
- 2006: Beautiful Dreamer
- 2009: The Good Guy
- 2011: Fremd Fischen (Something Borrowed)
- 2011: Carnal Innocence
- 2011: Life Happens
- 2011: Just a Little Heart Attack (Kurzfilm)
- 2012: Open Road
- 2013: A Stranger in Paradise
- 2013: Die Bangkok Verschwörung
- 2017: Den Sternen so nah (The Space Between Us)

### Serien
- 2000: The $treet – Wer bietet mehr? (The $treet, Fernsehserie, Episode 1x06)
- 2001: Law & Order: Special Victims Unit (Episode 2x17)
- 2004: Gilmore Girls (Fernsehserie, Episode 4x17)
- 2004: Nip/Tuck – Schönheit hat ihren Preis (Nip/Tuck, Fernsehserie, Episode 2x15)
- 2005: Charmed – Zauberhafte Hexen (Charmed, Fernsehserie, Episode 7x21)
- 2005–2009: All My Children (Fernsehserie, 180 Folgen)
- 2009–2010: Melrose Place (Fernsehserie, 13 Episoden)
- 2010: Hawaii Five-0 (Fernsehserie, Episode 1x10)
- 2010: Brothers & Sisters (Fernsehserie, Episode 4x18)
- 2011–2014: Rizzoli & Isles (Fernsehserie, 14 Episoden)
- 2012–2013: The Client List (Fernsehserie, 25 Episoden)
- 2014: Unforgettable (Fernsehserie, Episode: 3x5)
- 2017: Lucifer (Fernsehserie, Episode: 2x2)